# Barbadillo
Barbadillo es un municipio y localidad española de la provincia de Salamanca, en la comunidad autónoma de Castilla y León. Se integra dentro de la comarca del Campo de Salamanca (Campo Charro). Pertenece al partido judicial de Salamanca.
Su término municipal está formado por las localidades de Barbadillo y Castrejón, además de por los despoblados de Carrascalino, Gejo de Doña Mencía, Muñovela y Valverde de Valmuza. Ocupa una superficie total de 36,10 km² y, según los datos demográficos recogidos en el padrón municipal elaborado por el INE en el año 2017, cuenta con una población de 414 habitantes.

## Historia
Su fundación se remonta a la repoblación efectuada por los reyes de León en la Edad Media, quedando integrado en el cuarto de Baños de la jurisdicción de Salamanca, dentro del Reino de León, denominándose entonces Barvadiello. Con la creación de las actuales provincias en 1833, Barbadillo quedó encuadrado en la provincia de Salamanca, dentro de la Región Leonesa.

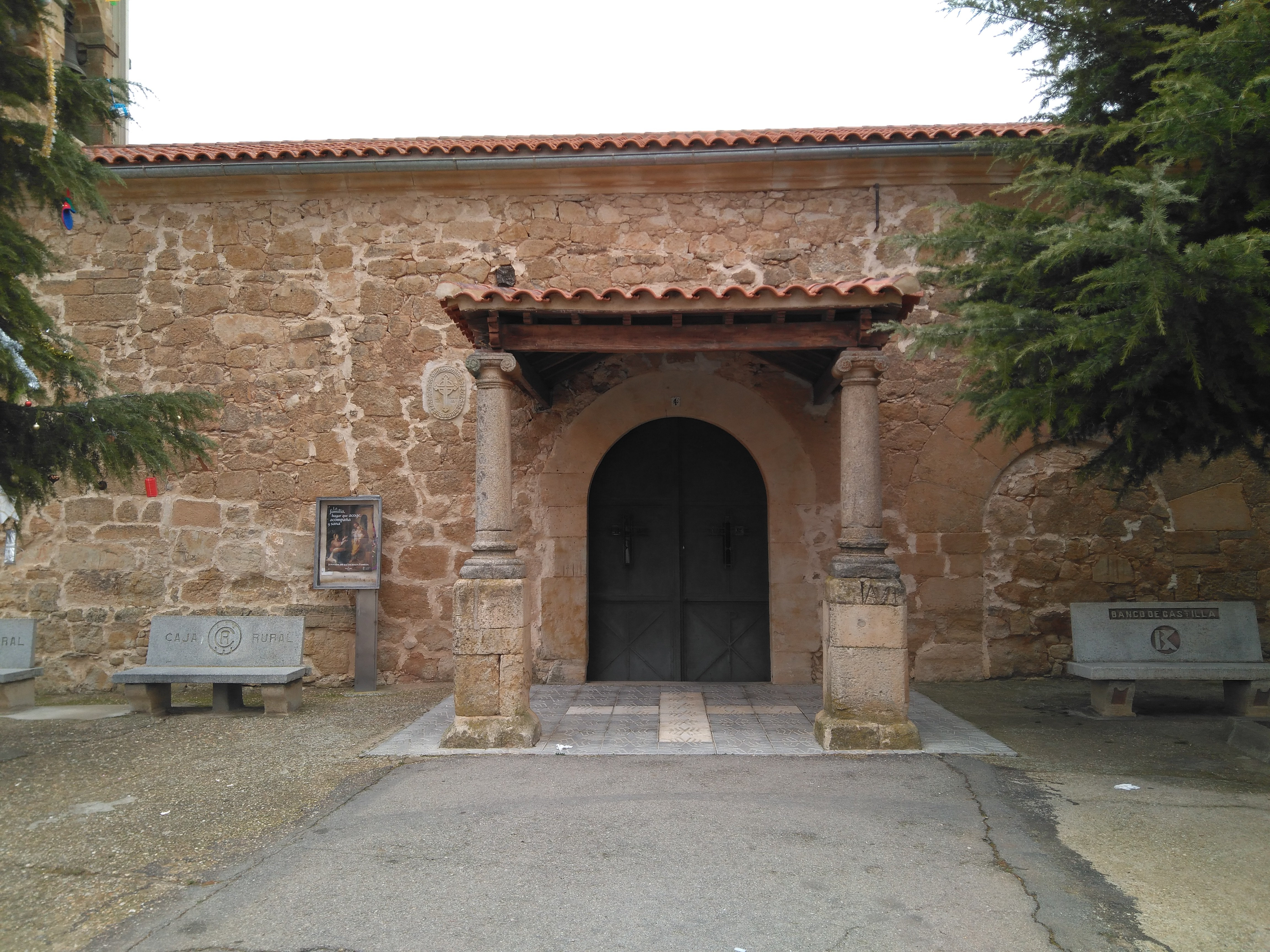
Portada principal de la iglesia.

## Geografía
Integrado en la comarca de Campo de Salamanca, se sitúa a 23 kilómetros de la capital provincial. El término municipal está atravesado por la Autovía de Castilla (A-62) entre los puntos kilométricos 257 y 258, además de por la carretera local que permite la comunicación con Rollán. El relieve del municipio es predominantemente llano, con algunas elevaciones aisladas como el cerro Rompio (841 metros) y el Peñitas (890 metros). La altitud oscila entre los 890 metros (cerro Peñitas) y los 800 metros al norte. El pueblo se alza a 808 metros sobre el nivel del mar. 
El territorio donde se encuentra el pueblo tiene los siguientes límites:
| Noroeste: Rollán               | Norte: Rollán y Galindo y Perahuy | Noreste: Galindo y Perahuy                        |
| Oeste: Canillas de Abajo       |                                   | Este: Galindo y Perahuy                           |
| Suroeste: Calzada de Don Diego | Sur: Calzada de Don Diego         | Sureste: Galindo y Perahuy y Calzada de Don Diego |

El exclave de Gejo de Doña Mencía limita con Carrascal de Barregas, Calzada de Don Diego y San Pedro de Rozados. 
El exclave de Valverde de Valmuza limita con Carrascal de Barregas, Aldeatejada y San Pedro de Rozados. 
El pueblo da nombre a la estación de Barbadillo y Calzada, una estación ferroviaria situada en el término del municipio de Calzada de Don Diego. 

## Geografía humana

### Demografía
Cuenta con una población de 390 habitantes (INE 2024).
| Gráfica de evolución demográfica de Barbadillo entre 1842 y 2021 |
| |
| Población de derecho según los censos de población del INE Población de hecho según los censos de población del INEEntre el censo de 1981 y el anterior, crece el término del municipio porque incorpora a 37072 (Calzada de Don Diego) y 37142 (Galindo y Perehuy) Entre el censo de 1991 y el anterior, disminuye el término del municipio porque independiza a 37072 (Calzada de Don Diego) y 37142 (Galindo y Perahuy) |

### Núcleos de población
El municipio se divide en varios núcleos de población, que poseían la siguiente población en 2017 según el INE.
| Núcleo de población | Población | Varones | Mujeres | Porcentaje |
| ------------------- | --------- | ------- | ------- | ---------- |
| Barbadillo          | 403       | 209     | 194     | 97,34%     |
| Castrejón           | 11        | 6       | 5       | 2,66%      |
| Carrascalino        | 0         | 0       | 0       | 0%         |
| Gejo de Doña Mencía | 0         | 0       | 0       | 0%         |
| Muñovela            | 0         | 0       | 0       | 0%         |
| Valverde de Valmuza | 0         | 0       | 0       | 0%         |

## Monumentos y lugares de interés
- Iglesia parroquial de Nuestra Señora del Rosario

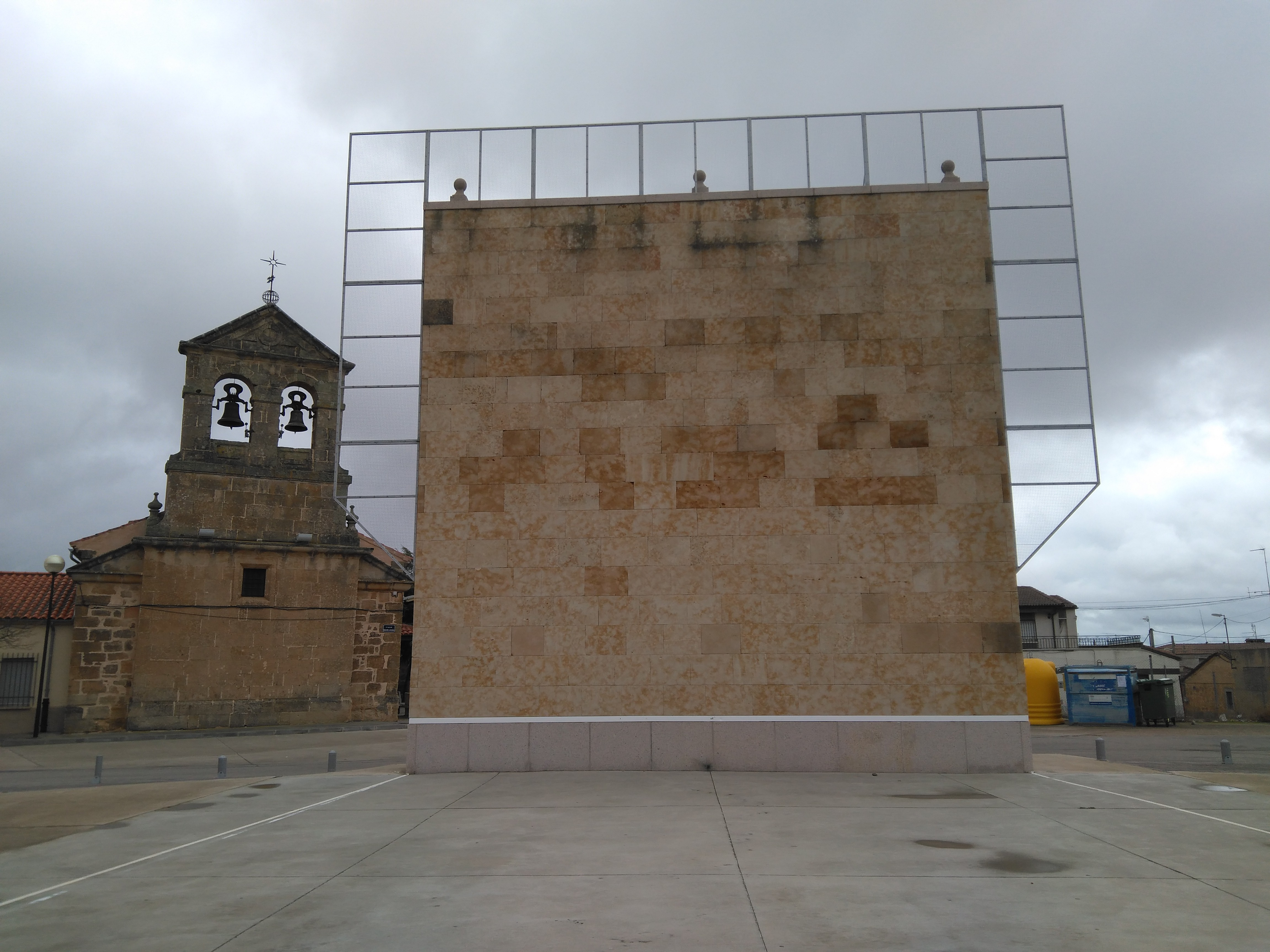
Frontón.

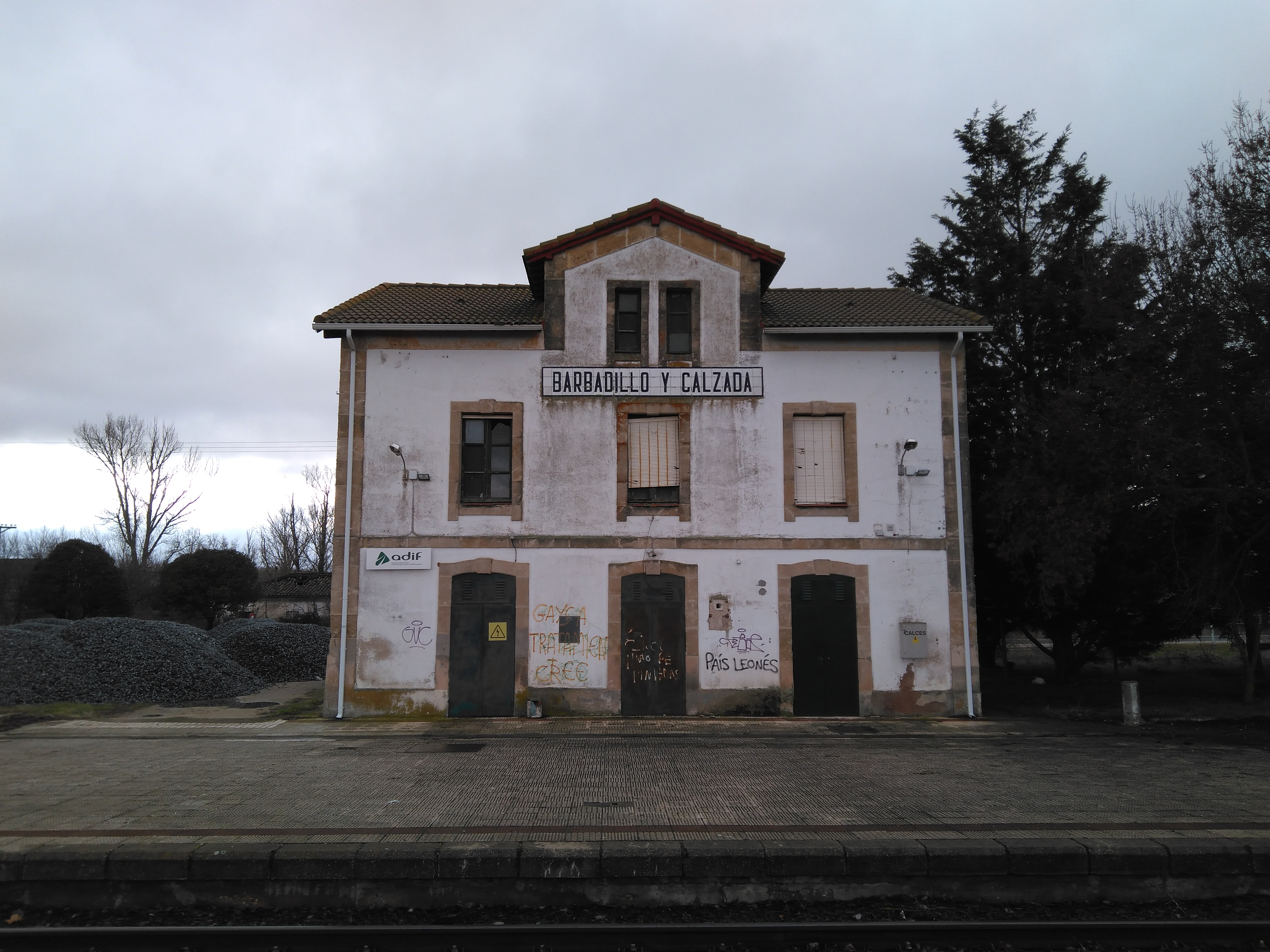
Estación de ferrocarril.

- Parque de la Era

## Administración y política
| Partido político                         | 2019  | 2019  | 2019       | 2015  | 2015  | 2015       | 2011  | 2011  | 2011       | 2007  | 2007  | 2007       | 2003  | 2003  | 2003       |
| Partido político                         | %     | Votos | Concejales | %     | Votos | Concejales | %     | Votos | Concejales | %     | Votos | Concejales | %     | Votos | Concejales |
| Partido Popular (PP)                     | 68,18 | 225   | 5          | 49,53 | 158   | 4          | 35,07 | 128   | 2          | 39,42 | 149   | 3          | 60,61 | 220   | 4          |
| Partido Socialista Obrero Español (PSOE) | 31,82 | 105   | 2          | 48,90 | 156   | 3          | 62,47 | 228   | 5          | 48,94 | 185   | 4          | 38,02 | 128   | 3          |
| Unión del Pueblo Salmantino (UPSa)       | —     | —     | —          | —     | —     | —          | —     | —     | —          | 11,38 | 43    | 0          | —     | —     | —          |